# Система космічного запуску багаторазового використання

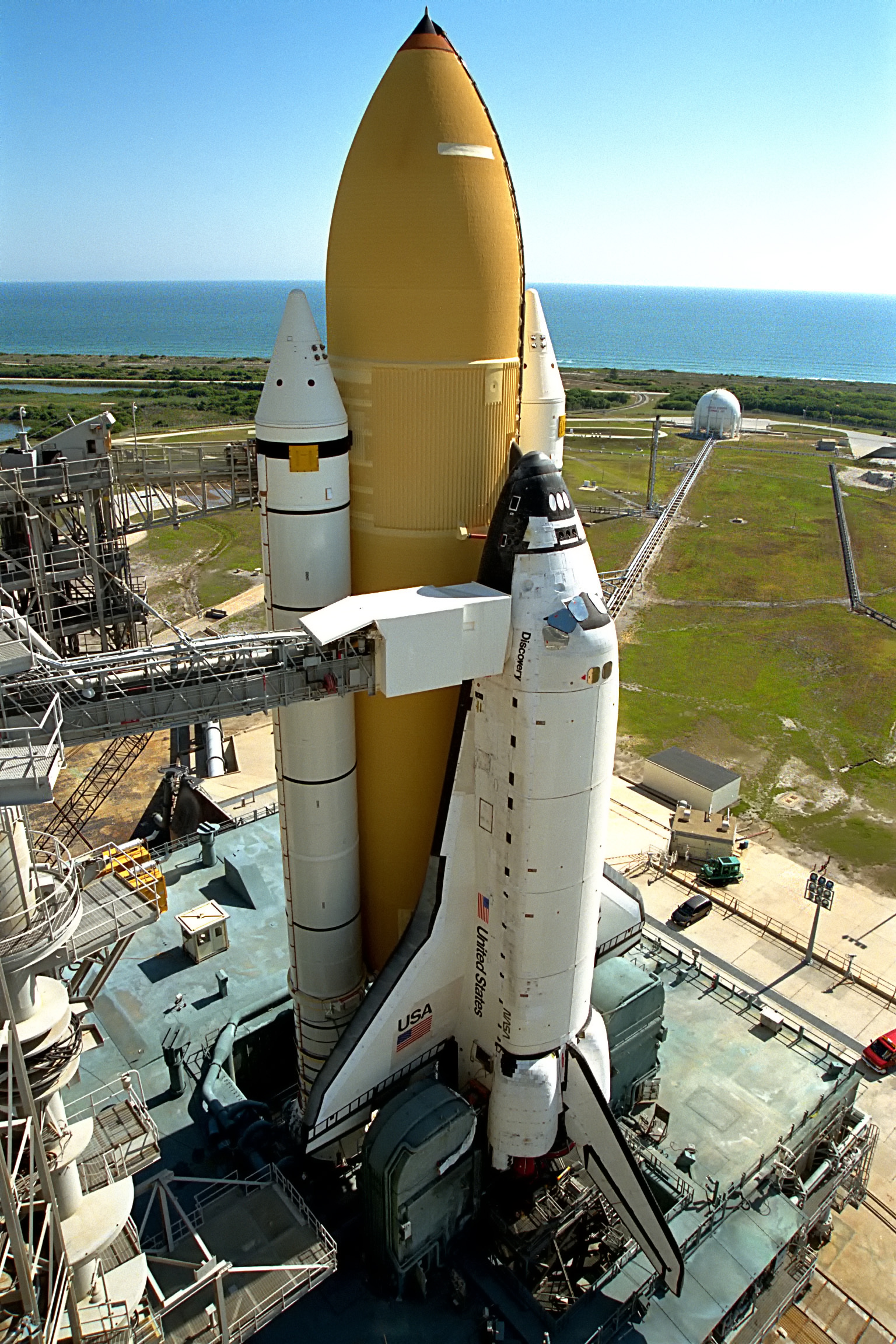
Американський космічний «шатл». Мис Канаверал

Система космічного запуску багаторазового використання — система, що поєднує ракету-носій або літак-носій та космічний корабель або суборбітальний чи космічний літак, що має змогу повністю або структурними частинами неушкодженою повертатися на Землю (або на поверхню іншої планети) і застосовуватися таким чином повторно (можливо, багато разів).
Поки ще не створено жодної повністю багаторазової системи для космічних запусків, але, наприклад, для польоту Спейс Шаттл використовувалися багаторазові космічний корабель і бокові ракетні прискорювачі. Але зовнішній паливний бак після відстиковки знищувався під час падіння в атмосфері.
Найближче до повної багаторазовості використання наблизилася компанія SpaceX із їх поточними версіями ракет сімейства Falcon. 22 грудня 2015 року їм вдалося без пошкоджень приземлити перший ступінь. А вже 30 березня 2017 року було посаджено на плаваючу в океані платформу ASDS перший ступінь, що вже запускався раніше.
6 лютого 2018 року під час тестового польоту Falcon Heavy неушкодженими було повернено два бокові ядра-прискорювачі.
Їхні космічні кораблі Dragon також здатні повертатися на Землю.

Наразі SpaceX працює над поверненням обтікача корисного вантажу.
Також SpaceX розробляє систему запусків BFR (нижній ступінь, Космічний корабель та Танкер для дозаправки на орбіті), складові якої будуть повністю багаторазовими. Головне призначення BFR — колонізація Марса.
У 2015 році компанії Blue Origin вдалося здійснити приземлення капсули New Shepard (призначеної для космічного туризму), що піднялася на висоту трохи більше 100 км, та її нижнього ступеня. Але це був лише тестовий політ. Також Blue Origin розробляє потужну систему запуску багаторазового використання New Glenn.

## Шатл
Найбільш відома і успішна — американська програма багаторазових транспортних космічних кораблів — шатл (спейс шатл). Програма діяла з 1975 до 2011 року.
Довжина шатла 32,2 м, розмах крил — 23,8 м, стартова маса 100 т, всієї системи разом із твердопаливними прискорювачами понад 2030 т.
До 2006 року загальні витрати на програму склали 160 млрд дол. До того часу відбулось 115 запусків (див.: Програма Space Shuttle#Вартість). Середні витрати на політ — 1,3 млрд дол.
Реалізація: До закриття програми 2011 року шатли здійснили 135 польотів.

## «Русь»
Перспективна пілотована транспортна система «Русь» має замінити кораблі серії «Союз» і автоматичні вантажні кораблі серії «Прогрес».
Корабель буде безкрилим, з частиною для багаторазових повернень. Агрегатний відсік — одноразовий. Максимальний екіпаж нового корабля 6 осіб (при польотах до Місяця — до 4 осіб), маса винтажів для доставки на орбіту — 100? кг, маса вантажів, що повертаються на Землю — 500 кг. Довжина корабля — 6,1 м, максимальний діаметр корпуса — 4,4 м, маса при навколоземних орбітальних польотах — 12 т (при польотах за орбіту — 16 т), маса частини, яка повертається — 4,5 т. Тривалість автономного польота корабля — до місяця.

## Dragon
Вантажний КК багаторазового використання Dragon американської компанії SpaceX має в діаметрі 3,6 м і висоту 2,9 м, стартове завантаження–6 т. В рамках програми Commercial Resupply Services співпрацює з НАСА щодо постачання вантажів до МКС. Наразі запускається на орбіту ракетою-носієм Falcon 9 Full Thrust, до складу якої входить перший ступінь багаторазового використання. SpaceX також розробляє пілотовану версію КК – Dragon 2.

## VSS Unity
Суборбітальний Ракетоплан класу SpaceShip Two належить американській компанії Virgin Galactic. Із земної поверхні підійматиметься літаком-носієм, а потім вмикатиме власний ракетний двигун. Перевозитиме шість космічних туристів (плюс два пілоти). На квітень 2018 року знаходиться на фінальній стадії тестувань.

## Буран
«Буран» — перший орбітальний корабель багаторазового використання, створений в СРСР.
Довжина «Бурана» 36,4 м, розмах крил — 24 м, стартова маса — до 105 т.
Реалізація: Єдиний успішний політ здійснено 1988 року. Програма була закрита.

## Спіраль
Багаторазовий орбітальний літак з розгінним гіперзвуковим човном. Довжина орбітального літака не перевищувала 8 м, розмах крил — близько 4 м.
Проєкт «Спіраль» виконувався у СРСР з 1966 року як паралельний з проєктом Буран. 1978 року перевагу віддали «Бурану».
Реалізація: низка пілотованих випробувальних атмосферних польотів.

## Кліпер
Кліпер — концепція багаторазового космічного літального апарата, що розробляється в російському РКК «Енергія» з 2000 року, мав замінити космічні кораблі серії «Союз». Вартість проєкту — близько 1 млрд дол.
Довжина човника мала бути близько 6 м, максимальний діаметр корпусу — близько 4 м, загальна маса — до 14 т.
Перший політ було заплановано на 2013 рік. Перший пілотований політ — на 2014 рік. При цьому планувалося, що виводити човен на орбіту буде ракета-носій «Онега» — глибока модернізація ракети «Протон».
2006 року проєкт відправили на доопрацювання, а 2009 року він програв на конкурсі перспективнішій пілотованій транспортній системі «Русь».

## Гермес
Проєкт багаторазового транспортного космічного корабля, який виконувала у 1987–1993 роках Європейська космічна агенція. За планом перший політ мав відбутися 1995 року, але 1993 року проєкт закрили у зв'язку з фінансовими труднощами.
За проєктом корабель виводив на орбіту до 3 т вантажу при загальній масі менше 20 т.